# بنو ذي النون
بنو ذي النون أسرة أمازيغية من هوارة، أسمهم الاصلي بنو زنون قبل ان يحرف لذي النون، وهو لقب شائع في بلاد المغرب. أول ظهور لهذه الاسرة كان مع تولى جدهم ذو النون بن سليمان حكم حصن أقليش وشنتمرية في عهد الأمير محمد بن عبد الرحمن. وقد حاولوا الأستقلال مرات عدة منها محاولة الفتح بن موسى بن ذي النون بقلعة رباح سنة 912 م.

## تأسيس طائفة طليطلة

### التأسيس
ملكت عائلة بنو ذي النون شنتمرية كلها وبدأوا بالتوسع على حساب الأراضي المجاورة إلى أن عظمت قوتهم فمنحهم سليمان الظافر الوزارة ولقب أميرهم إسماعيل بن ذي النون بناصر الدولة.

طائفة طليطلة نحو عام 1037 م

وعندما قامت الفتنة في الأندلس أعلن عبد الرحمن بن إسماعيل بن ذي النون الذي يتولى أمر مدينة شنتمرية استقلاله فكان أول الثوار والمفارقين للجماعة ، فاستدعاه بعد ذالك أهل طليطلة لتولى الحكم لخلف اميرها عبد الملك بن عبد الرحمن المتيوي ولتسير امور في البلاد، فوجه إليهم ولده إسماعيل وذلك في عام 427 هـ 1036 م فبدأ يتوسع في ملكه الجديد بعد ان لقب بالظافر، واستعان في تدبير أمور البلاد بشيخ المدينة ابي بكر ابن الحديدي.

### الحكم
توفى إسماعيل عام 435 هـ، وخلفه ابنه يحيى الملقب المأمون بن ذي النون، وقد طال عهد المأمون إلى 33 عام حفلت بحروب أهلية مدمرة بين الأندلسيين وبعضهم البعض، فقد حارب المأمون كل من بنو عباد حكام إشبيلية، وبنو هود حكام سرقسطة وبنو الافطس حكام بطليوس.وقد تحالف كل منهم مع حكام إسبانيا المسيحيين ضد الأخر. وقد استلى المأمون على بلنسية وأعمالها 1065 م وأغار كذالك على قرطبة سنة 1069 م فكانت نهاية تلك نهاية امارة بني جهور. كما ساند بنو ذي النون الفونسو ملك ليون وقاموا بحمايته بعد ان انقض سانشو ملك قشتالة على ملكه.

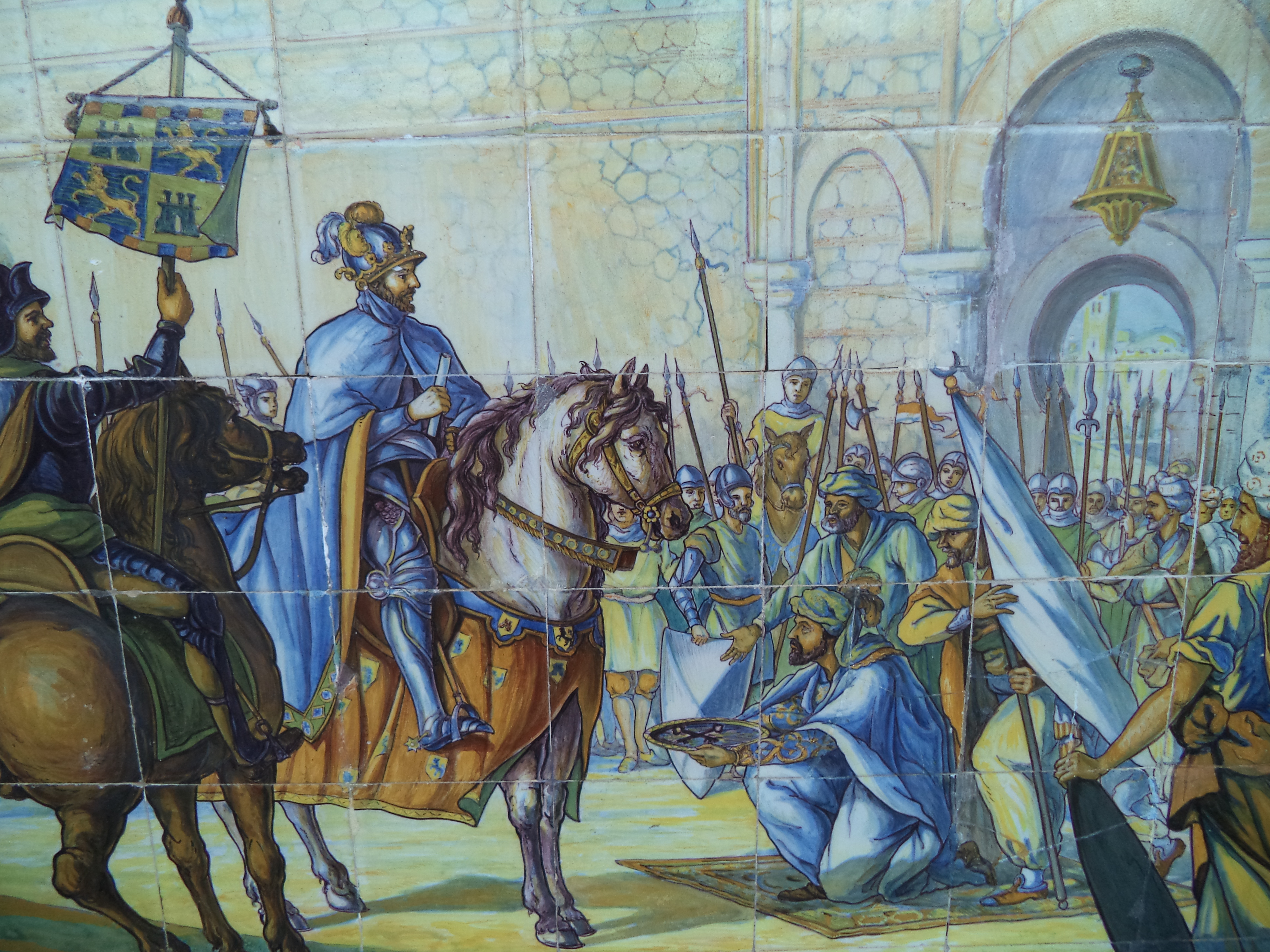
ألفونسو السادس ينتصر على امارة طليطلة في 25 مايو 1085 ويدخل المدينة

مات المأمون مسموما في قرطبة فخلفه حفيده يحيى الملقب القادر بن ذي النون وذالك سنة 1075 م وفي عهده تقدم ملك كاستيا الفونسو السادس إلى مدينة طليطلة لكي يحاصرها في 477 هـ وقد حاصر المدينة 9 أشهر طلب فيها القادر بن ذي النون النجدة من باقي الطوائف فلم يقم بنجدته أحد غير بنو الأفطس لكن الاخير لم يوفق في فك الحصار فاضطر بعد ذالك أهل المدينة إلى الاستسلام ودخل ألفونسو المدينة في الأول من صفر عام 478 هـ و قد ساعد ألفونسو القادر حاكم طليطلة المهزوم في أن يتولى حكم مدينة بلنسية بعد ذالك.

## حكم بلنسية

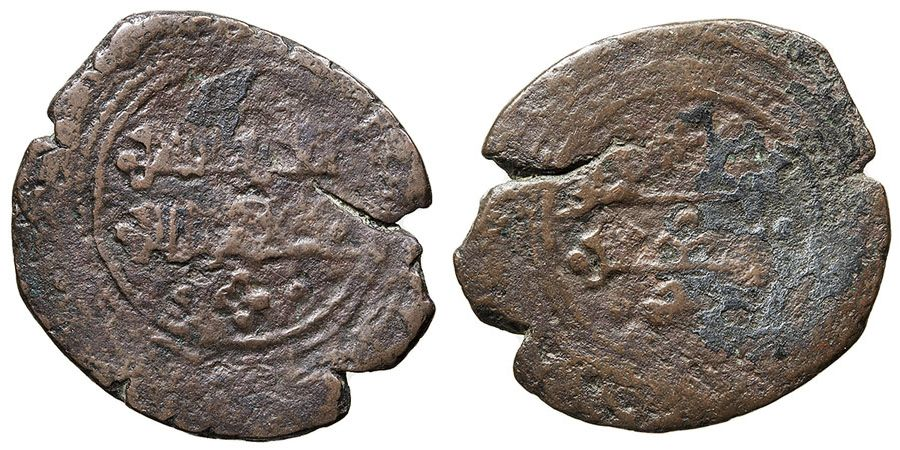
طائفة طليطلة, درهم من عهد القادر يحيى بن ذي النون

قبل سقوط طليطلة كان القادر بن ذي النون قد عين أبا بكر بن عبد العزيز واليا على بلنسية، غير ان هذا الأخير تحالف مع الفونسو السادس وثار على امارة بني ذي النون. غير ان الفونسو بعد ان دخل طليطلة باع بلنسية لالقادر بن ذي النون فارسل معه جيشا قشتاليا بقيادة الفار فانيز لمساعدته على دخول المدينة وهذا ما حدث فعلا.
هكذا قامت دولة بنو ذي النون مرة أخرى في شرق الاندلس فتسلم القادر مفاتيح القصر من القاضي ابن لبون. وقد عاث الجنود القشتاليون في المدينة بعد دخولها، قبل أن يضطروا للانسحاب من المدينة بعد عبور المرابطون إلى الأندلس عام 1086م للمشاركة في القتال المنتظر. فبدأ العصيان ببلنسية ضد القادر فحاول المنذر بن هود استغلال الوضع والاستلاء على المدينة وأعمالها كما توجه المستعين بن هود للمدينة بعد طلب القادر غير ان نيته هو الآخر كانت الاستلاء على المدينة، فاسرع رفقة حليفه السيد الكمبيادور بقواتهما للاستفادة من الموقف. ولما علم المنذر بتحركهما إلى بلنسية انسحب بقواته.
ثار أهله بلنسية فراسلوا المرابطين لطرد الكمبيادور وقواته وقتلوا القادر بن ذي النون وطيف برأسه في المدينة سنة 1093 م وبالتالي انقرضت أسرة ذي النون الحاكمة.

## قائمة الحكام والأمراء
من أسماء الامراء والحكام من أسرة بنو ذي النون نجد:
- ذو النون بن سليمان الهواري
- إسماعيل بن ذي النون
- الفتح بن موسى بن ذي النون
- عبد الرحمن بن إسماعيل بن ذي النون
- الظافر بن ذي النون
- المأمون بن ذي النون
- القادر بالله بن ذي النون